# Леа Піхова
Леа Піхова (чеськ. Lea Plchová; нар. 31 серпня 1956) — колишня чеська тенісистка.
Найвищу одиночну позицію світового рейтингу — 492 місце досягла 2 лютого 1984, парну — 462 місце — 2 лютого 1984 року.
Найвищим досягненням на турнірах Великого шолома було 2 коло в одиночному та парному розрядах.
Завершила кар'єру 1986 року.

## Фінали турнірів WTA

### Одиночний розряд: 1 (поразка)
| Результат | Дата        | Турнір         | Рівень      | Покриття | Суперниця       | Рахунок  |
| --------- | ----------- | -------------- | ----------- | -------- | --------------- | -------- |
| Поразка   | липень 1982 | Gastein Ladies | Категорія 1 | Ґрунт    | Вірджинія Рузіч | 2–6, 2–6 |